# FC Narva Trans
Maillots
Actualités
Dernière mise à jour : 3 juin 2023.
Le FC Narva Trans est un club estonien de football basé à Narva.

## Historique
- 1979 : fondation du club sous le nom de Avtomobilist Narva
- 1985 : le club est renommé Autobaas Narva
- 1991 : le club est renommé JK Narva Trans
- 1997 : le club est renommé FC Narva Trans
- 2001 : 1re participation à une Coupe d'Europe (C3) (saison 2001/02)

## Bilan sportif

### Palmarès
- Championnat d'Estonie
  - Vice-champion : 2006

- Coupe d'Estonie
  - Vainqueur : 2001, 2019 et 2023
  - Finaliste : 1994, 2007, 2011, 2012 et 2020

- Supercoupe d'Estonie
  - Vainqueur : 2007
  - Finaliste : 2001, 2012 et 2020

### Bilan européen
Légende
- Victoire ou qualification pour le tour suivant
- Match nul
- Défaite ou élimination de la compétition

Note : dans les résultats ci-dessous, le score du club est toujours donné en premier
| Saison    | Compétition             | Tour              | Club                  | Domicile | Extérieur | Total     |
| --------- | ----------------------- | ----------------- | --------------------- | -------- | --------- | --------- |
| 1996      | Coupe Intertoto         | Groupe 10         | FC Groningue          | 1 - 4    | N/A       | Cinquième |
| 1996      | Coupe Intertoto         | Groupe 10         | Vasas SC              | N/A      | 1 - 4     | Cinquième |
| 1996      | Coupe Intertoto         | Groupe 10         | Lierse SK             | 0 - 3    | N/A       | Cinquième |
| 1996      | Coupe Intertoto         | Groupe 10         | Gaziantepspor         | N/A      | 0 - 0     | Cinquième |
| 1999      | Coupe Intertoto         | Premier tour      | FC Jokerit            | 1 - 4    | 0 - 3     | 1 - 7     |
| 2000      | Coupe Intertoto         | Premier tour      | Ceahlăul Piatra Neamț | 2 - 5    | 2 - 4     | 4 - 9     |
| 2001-2002 | Coupe UEFA              | Tour préliminaire | IF Elfsborg           | 3 - 0    | 0 - 5     | 3 - 5     |
| 2003      | Coupe Intertoto         | Premier tour      | OFK Belgrade          | 3 - 5    | 1 - 6     | 4 - 11    |
| 2004      | Coupe Intertoto         | Premier tour      | FK Vėtra              | 0 - 1    | 0 - 3     | 0 - 4     |
| 2005      | Coupe Intertoto         | Premier tour      | KSC Lokeren           | 0 - 2    | 1 - 0     | 1 - 2     |
| 2006      | Coupe Intertoto         | Premier tour      | Kalmar FF             | 1 - 6    | 0 - 2     | 1 - 8     |
| 2007-2008 | Coupe UEFA              | Premier tour Q    | Helsingborgs IF       | 0 - 3    | 0 - 6     | 0 - 9     |
| 2008      | Coupe Intertoto         | Premier tour      | Ekranas Panevėžys     | 0 - 3    | 0 - 1     | 0 - 4     |
| 2009-2010 | Ligue Europa            | Premier tour Q    | Rudar Velenje         | 0 - 3    | 1 - 3     | 1 - 6     |
| 2010-2011 | Ligue Europa            | Premier tour Q    | MYPA                  | 1 - 4    | 0 - 3     | 1 - 7     |
| 2011-2012 | Ligue Europa            | Premier tour Q    | Rabotnički Skopje     | 1 - 4    | 0 - 3     | 1 - 7     |
| 2012-2013 | Ligue Europa            | Premier tour Q    | Inter Bakou           | 0 - 5    | 0 - 2     | 0 - 7     |
| 2013-2014 | Ligue Europa            | Premier tour Q    | Gefle IF              | 0 - 3    | 1 - 5     | 1 - 8     |
| 2018-2019 | Ligue Europa            | Premier tour Q    | Željezničar Sarajevo  | 0 - 2    | 1 - 3     | 1 - 5     |
| 2019-2020 | Ligue Europa            | Premier tour Q    | Budućnost Podgorica   | 0 - 2    | 1 - 4     | 1 - 6     |
| 2023-2024 | Ligue Europa Conférence | Premier tour Q    | FC Pyunik             | 0 - 3    | 0 - 2     | 0 - 5     |